# Vasilij Vasil'evič Kuznecov
Vasilij Vasil'evič Kuznecov (in russo Василий Васильевич Кузнецов?; Sofilovka, 31 gennaio 1901 – Mosca, 5 giugno 1990) è stato un politico sovietico, nonché Presidente del Praesidium del Soviet supremo dell'URSS dal 1982 al 1983, una seconda volta nel 1984 e per una terza volta nel 1985.

## Biografia
Kuznecov nasce a Sofilovka nell'oblast' di Kostroma, Impero russo. Entra nel partito comunista nel maggio del 1927. Studia ingegneria e si reca negli Stati Uniti dal 1931 al 1933 per studi sulla lavorazione dei metalli. A partire dal 1940 ricopre diverse posizioni di governo e nel partito comunista. Dal 12 marzo 1946 al 12 marzo 1950 è presidente del Soviet delle Nazionalità. Nel 1955 diventa il primo vice ministro degli affari esteri. Il 7 ottobre 1977 è eletto primo vice presidente del Praesidium del Soviet supremo dell'URSS, una posizione che manterrà fino al 18 giugno 1986. Alla morte rispettivamente di Leonid Il'ič Brežnev (1982), Jurij Andropov (1984) e Konstantin Černenko (1985), Kuznecov diventa il presidente facente funzione del Presidium. Ricoprendo l'ultimo incarico ad un'età di 84 anni, diventa il più anziano leader dell'Unione Sovietica.
Si ritira dalla scena politica nel 1986 e muore a Mosca il 5 giugno 1990.